# Represión lingüística
La represión lingüística es el conjunto de acciones deliberadamente ejercidas en un territorio contra una lengua (o unas lenguas) y sus hablantes, con el objeto de imponer en el mismo otra lengua; normalmente, estas acciones conllevan el uso de medidas coercitivas contra esos hablantes. Por un lado, se trata de favorecer o proteger especialmente una lengua y por otro, de prohibir, perseguir o limitar el uso de otra.
Se han señalado tres formas de imponer una lengua: por la fuerza, a través de la negociación y mediante la persuasión.
- La imposición lingüística a través de la fuerza es un procedimiento característico tanto de los procesos de colonización, como de los estados autoritarios. Los métodos usados siempre son violentos.
- El uso de la negociación para imponer un idioma comporta el ofrecimiento de contrapartidas económico-sociales como compensación al cambio de lengua.